# Frederik van Iterson

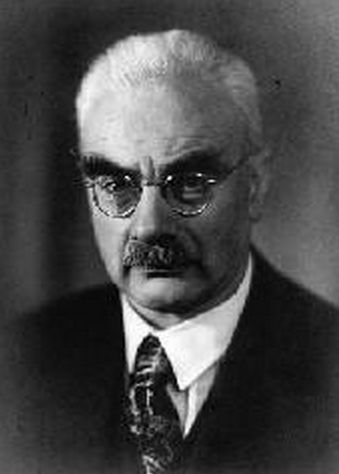
Frederik van Iterson

Frederik Karel Theodoor van Iterson (* 12. März 1877 in Roermond; † 11. Dezember 1957 in Den Haag) war ein niederländischer Bauingenieur.

## Leben
Frederik van Iterson studierte nach dem Abitur (1895) an der Höheren Bürgerschule in Den Haag Maschinenbau am Polytechnikum in Delft mit dem Diplom 1899. Danach war er bei der Werft Conrad in Haarlem, wo er unter anderem bei Baggerarbeiten im Guadalquivir eingesetzt war (und dort Spanisch lernte). 1903 ging er zu den Stadtwerken von Den Haag und 1905 wechselte er zu den Gaswerken in Den Haag. Nach ersten Veröffentlichungen und angesichts seines guten Rufs als Ingenieur bat man ihn 1908 Vorlesungen über angewandte Mechanik zu halten und 1910 wurde er Professor an der TH Delft. Außerdem lehrte er an der Handelshochschule in Rotterdam.
Ab 1913 war er Direktor der damals staatlichen Bergbaugesellschaft DSM. Das Bergwerk Wilhelmina war damals in Betrieb, der Bau von Emma in Brunssum abgeschlossen, das Bergwerk Hendrik im Bau und Maurits in Planung. Iterson ließ die Verwendung der Kokereigase für Stadtgas ausbauen und Elektrizitätskraftwerke bauen. Auch die Schächte im Bergbau konstruierte er neu als Turmschächte aus Eisenbeton. Die Zahl der chemischen Produkte wurde erweitert und DSM stieg in das Geschäft der Stickstoffbindung ein.

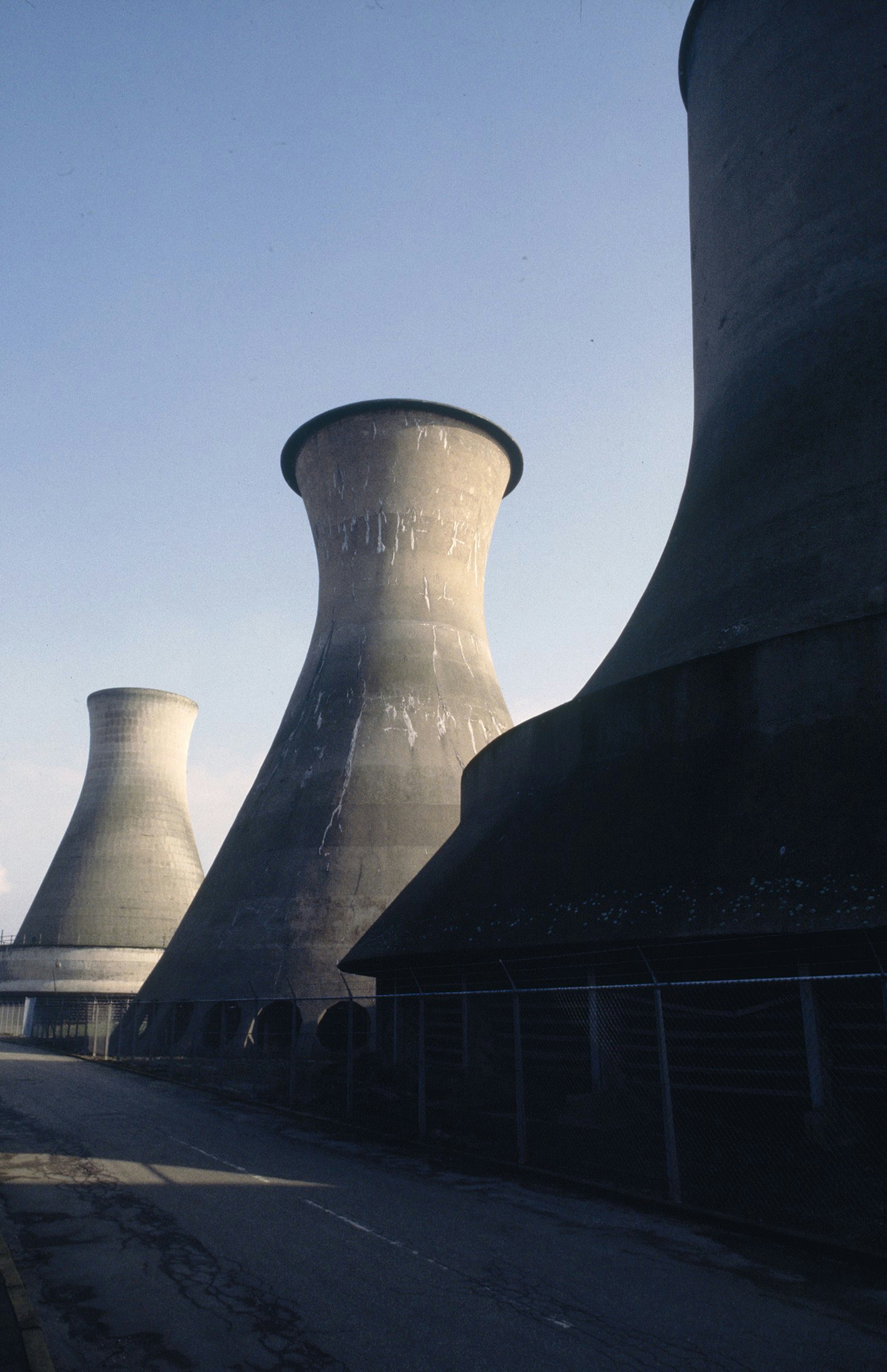
Kühltürme des Bergwerks Emma 1984 (ein Jahr später wurden sie abgerissen)

Er ist für den Entwurf von Kühltürmen für Kraftwerke in Form von Hyperboloiden aus Stahlbeton bekannt, eine Form, die sich später fast überall durchsetzte. Der erste Bau eines solchen Kühlturms wurde 1915 für die staatliche Kohlegrube Staatsmijn Emma beschlossen. Sie bestanden 1918 bis 1985. Dafür meldete er auch Patente an.
Hyperboloide Turmkonstruktionen aus Stahl entwickelte Ende des 19. Jahrhunderts der Russe Wladimir Grigorjewitsch Schuchow.
1945 gründete er das Ingenieurbüro Tebodin, 2002 von der Hollandse Beton Groep (HBS) übernommen und 2012 von Bilfinger.
1930 wurde er Ehrendoktor der TH Delft und 1934 Mitglied der Königlich Niederländischen Akademie der Wissenschaften.